# Zekelita
Zekelita é um gênero de traça pertencente à família Arctiidae.